# 景観植物
景観植物（けいかんしょくぶつ）とは、農耕が放棄された休耕農地や田畑に、見て楽しむと共に観光などにも活用する植物のこと。菜の花、コスモス、ヒマワリなどがその代表的なものだが、そのほか、乾燥に強いもの、日当たりが悪くてもよいもの、低温でも耐性があるものなど、それぞれの土地の条件を考えて選ばれる必要がある。その条件によっては、灌水の手間が省けたり、山間の日照の悪いところでも良かったり、頻繁な植え替えの手間が要らなかったり、あるいは砂地でもなど、さまざまな兼ね合いを考慮して選択する必要があり、またその土地の条件にあったものを新しく開発していく努力もされている。